# 林雲程
林雲程（1533年—1628年），字登卿，號震西，福建泉州府晉江縣人，明朝政治人物，嘉靖乙丑進士，官至汝寧府知府。

## 生平
嘉靖四十年（1561年）辛酉科福建鄉試第六十九名。嘉靖四十四年（1565年）乙丑科会试一百四十三名，廷试二甲三十五名進士。户部观政，四十五年四月授宿州知州，隆慶三年（1569年）六月升南户部员外郎，四年八月升郎中。万历元年（1573年）正月养病。二年闰十二月復除南刑部郎中，三年三月降任南通州知州，八年闰四月升工部员外郎，九年六月升郎中，两迁南北曹郎，十一年正月出为江西九江府知府，丁外艰，十五年十一月起补河南汝宁府。二十年正月降閑散用。因继母去世，丁忧归里，于是不再出仕。家居五十余年，享年九十六岁。清道光《晋江县志》有传。

## 著作
著有《业兰馆史编抄》、《兰窗杂记》等书。
曾與沈明臣修《萬曆通州志》

## 家族
曾祖父林子學；祖父林昭憲，壽官；父林磋，封南京户部郎中；母周氏；繼母蘇氏。弟林雲科（庠生）。

## 遺跡
福建安溪縣清水岩千年樟木“枝枝朝北”旁，有一摩崖石刻，上刻“万历戊戌冬十月，晋江庄国祯、林云程、黄凤翔、林乔相、南安欧阳模、安溪詹仰庇同游此。”